# تصميم واجهة المستخدم

واجهات المستخدم :هي الواجهات التي تُعرض على شاشة الكمبيوتر و الناتج منها هو مايدخله المستخدم بعد معالجته و هي بمثابة حلقة وصل مابين المستخدم و الآلة. أما الواجهات الأكثر شعبية فهي واجهات الأجهزة النقالة التي تعمل باللمس فهي تعتمد على مدخلات بصرية و مخرجات بصرية أيضاً.

تصميم واجهة المستخدم (بالإنجليزية: User Interface Design)‏ أو هندسة واجهة المستخدم (بالإنجليزية: User Interface Engineering)‏ هو تصميم لواجهات المستخدم التي تُستخدم في الأجهزة والبرمجيات كالكمبيوتر وأجهزة الجوال وغيرها من الأجهزة الإلكترونية، التي تُركز على خبرة المستخدم والقابلية على الاستخدام.
فالهدف من تصميم واجهة المستخدم هو جعل تفاعل المستخدم مع الجهاز بسيط وبكفاءة عالية قدر المستطاع للوصول إلى أهداف المستخدمين.
واجهات المستخدم الجيدة هي التي يتم فيها إنهاء المهمات بسهولة وبدون الحاجة لتعقيدات لا لزوم لها.فالتصميم الجرافيكي وفن الطباعة وإخراج المحتوى تدعم الواجهات بشكل كبير من حيث المساعدة على تحسين التصميم والإخراج النهائي لجذب المستخدمين ولكن الاهتمام بتصميم الجماليات إما قد يزيد أو يُنقص من استخدام كافة الوظائف والعمليات  في الواجهة. لذلك لابُد من الحفاظ على التوازن مابين الوظائف التقنية الفعلية والتصاميم الجمالية في الواجهة، للوصول إلى نظام لاينفذ العمليات فحسب إنما أيضاً قابل للاستخدام والتكيف مع احتياجات المستخدمين. 
تصميم الواجهات ذات نطاق واسع فهي في العديد من المشاريع من أنظمة الكمبيوتر إلى السيارات والطائرات التجارية، فكل هذه المشاريع تعتمدعلى ذات القواعد الأساسية من حيث تفاعل الإنسان ولكنها قد تتطلب أيضاً مهارات وخبرات متفردة. لذلك يميل المصممون للتخصص في مجال محدد من المشاريع لتركيز مهاراتهم وخبراتهم فيه للوصول إلى البراعة فيه، سواء أكان ذلك في تصميم البرمجيات أو تصميم المواقع أو التصميم الصناعي أو غيرها.

## العمليات
تصميم واجهات المستخدم يتطلب فهم جيد لاحتياجات المستخدمين.فهناك عدة مراحل لتصميم واجهة المستخدم بعضها أكثر تطلباً من الآخر وذلك يعتمد على المشروع ذاته.
(ملاحظة: في هذا الجزء استخدام كلمة نظام تدل على أي مشروع سواء كان موقع أو تطبيق أو جهاز.)
- جمع المتطلبات - عمل قائمة بجميع المتطلبات والوظائف التي سيقوم بها النظام لخدمة المستخدم وتحديد الهدف من هذا المشروع وتوضيح احتياجات المستخدم المحتملة.
- تحليل المهام والمستخدمين - هو شكل من أشكال البحوث حيث يتم فيه تحليل المستخدمين ومهام النظام من خلال عمل دراسات حول كيفية أداء المهام وعمل مقابلات مع المستخدمين لتوضيح أهدافهم. وقد تشمل الأسئلة مايلي:
- ماذا يريد المستخدم من النظام أن يفعل؟
- كيف يتناسب النظام مع أنشطة المستخدم اليومية؟
- ما مدى معرفة المستخدم وماهي البدائل المشابهة التي يستخدمها الآن؟
- هيكلة المعلومات -لتطوير العمليات (و ذلك من خلال عمل مخطط شجري يوضح خطوات سير النظام، كرسم مخطط لموقع وتوضيح تسلسل الصفحات بشكل هرمي.)
- عمل نماذج أولية - وذلك إما أن تكون على الورق أو عمل شاشات تفاعلية بسيطة. في هذه النماذج يتم التركيز على المحتوى في الواجهة.
- فحص القابلية للاستخدام - فحص مدى قابلية استخدام الواجهة. بشكل عام هذه المرحلة تُعد أقل تكلفة من مرحلة اختبار الاستخدام (في المراحل أدناه) فهي يمكن استخدامها في المراحل الأولية من عملية التطوير لأنها تتم على النماذج الأولية من النظام بينما لا يُمكن اختبارها على المستخدمين. وتشمل بعض عمليات فحص قابلية الاستخدام: التقييم المعرفي الذي يُركز على البساطة في تنفيذ المهام مع النظام بالنسبة للمستخدمين الجدد، التقييم الاستدلالي الذي يتم فيه جمع عدد من الاستدلالات التي تُساهم في حل مشكلات تصميم الواجهات، التقييم العددي الذي يتم من خلال تحديد مجموعة مختارة من المستخدمين لينفذوا سيناريو المهمة ويحددوا مدى قابلية استخدامها.
- اختبار الاستخدام - اختبار النماذج الأولية على مستخدمين فعليين - وذلك من خلال استخدام تقنية التفكير بصوت عال وفيها يقوم المستخدمون بالتعبير عن أفكارهم من خلال التجربة. اختبار تصميم الواجهات يسمح للمصمم بفهم التصميم من وجهة نظر المستخدم وبالتالي يسهل إنشاء تطبيقات ناجحة.
- تصميم واجهات المستخدم - ففي هذه المرحلة يتم التصميم الفعلي النهائي لواجهة المستخدم. ربما يعتمد التصميم على النتائج التي تم تطويرها من خلال البحوث التي تمت على المستخدمين، وإعادة حل للمشكلات التي تم إيجادها في نتائج اختبار الاستخدام (أي الخطوات السابقة).و ذلك  يعتمد على نوع الواجهات التي تم إنشاؤها، ففي هذه المرحلة تتضمن العمليات بعض البرامج للتأكد من صحة النماذج والروابط وتنفيذ الإجراء المطلوب بالشكل الصحيح.
- صيانة البرمجيات - بعد نشر الواجهات الجديدة - ربما تدعو الحاجة لصيانة بعض الأخطاء، وتغيير بعض المميزات أو ترقية النظام كاملاً. فبمجرد اتخاذ قرار لترقية وتطوير الواجهات سيخضع النظام القديم لإصدار آخر حديث وتبدأ بعدها عملية تكرار للخطوات التي تمثل دورة حياة الواجهات.